# Neonycteris pusilla
Neonycteris pusilla (Sanborn, 1949) è un pipistrello della famiglia dei Fillostomidi, unica specie del genere Neonycteris (Sanborn, 1949), endemico del Brasile.

## Descrizione

### Dimensioni
Pipistrello di piccole dimensioni la lunghezza dell'avambraccio tra 33,4 e 34,3 mm e la lunghezza della tibia di 13,7 mm.

### Caratteristiche craniche e dentarie
Il cranio ha una scatola cranica relativamente sferica. I canini sono relativamente corti. Gli incisivi inferiori sono trifidi. Il terzo premolare superiore è ridotto.
Sono caratterizzati dalla seguente formula dentaria:

### Aspetto
La pelliccia è lunga. Le parti dorsali sono marroni scure, con la base dei peli più chiara, mentre le parti ventrali sono brunastre. Il muso è allungato ed è provvisto di una foglia nasale lanceolata con l'estremità smussata e il bordo inferiore separato dal labbro superiore. Il labbro inferiore è fornito di un paio di tubercoli lisci separati da un solco superficiale. Le orecchie sono arrotondate, ben separate tra loro e prive di una membrana connettiva. La lunga coda è inclusa completamente nell'ampio uropatagio. Il calcar è più corto del piede. La seconda falange del terzo dito è circa una volta o un terzo la lunghezza della prima falange. La seconda falange del quarto dito è circa uguale alla prima.

## Biologia

### Alimentazione
Si nutre di insetti.

## Distribuzione e habitat
Questa specie è conosciuta soltanto da due individui maschi adulti catturati nel 1929 presso il confine tra lo stato brasiliano dell'Amazonas e la Colombia.

## Conservazione
La IUCN Red List, considerato che questa specie è nota soltanto attraverso due individui catturati in un'unica località e che il suo areale probabilmente è limitato e soggetto al declino ambientale, classifica N.pusilla come specie vulnerabile (VU).